# EWHL Super Cup 2012/13
Der EWHL Super Cup 2012/13 war die zweite Austragung des EWHL Super Cups. Der Wettbewerb im Eishockey der Frauen wird von der Elite Women’s Hockey League (EWHL) organisiert.

## Modus und Teilnehmer
Die Mannschaften spielen in einer Einfachrunde Jeder gegen jeden. Ein Spiel geht über 3 × 20:00 Minuten. Für einen Sieg gibt es drei Punkte; für einen Sieg nach Verlängerung (Sudden Victory Overtime) oder Penaltyschießen bekommt der Sieger zwei Punkte, der Verlierer einen.
Neben den bisherigen Teilnehmern ESC Planegg, ZSC Lions und EHV Sabres Wien nahmen aus dem Kreis der letztjährigen EWHL-Teams neu der HK Pantera Minsk und DEC Salzburg Eagles am Super Cup teil, hinzu kommt neu der ECDC Memmingen. Nicht mehr am Start sind der HC Slovan Bratislava aus finanziellen Gründen sowie der OSC Berlin aus sportlichen Gründen.
Folgende Mannschaften nahmen letztlich teil:
| Verein              | Land        | Heimatliga/Qualifikation                                                                     |
| ------------------- | ----------- | -------------------------------------------------------------------------------------------- |
| EHV Sabres Wien     | Osterreich  | Meister der Elite Women’s Hockey League 2011/12                                              |
| DEC Salzburg Eagles | Osterreich  |                                                                                              |
| ESC Planegg/Würmtal | Deutschland | Deutscher Meister der Fraueneishockey-Bundesliga 2011/12, Sieger des EWHL Super Cups 2011/12 |
| ECDC Memmingen      | Deutschland | Zweiter der Fraueneishockey-Bundesliga 2011/12                                               |
| ZSC Lions           | Schweiz     | Schweizer Meister der Leistungsklasse A                                                      |
| HK Pantera Minsk    | Belarus     | 3. Platz Elite Women’s Hockey League 2011/12                                                 |

## Ansetzungen
| 8. September 2012 | ZSC Lions Eva-Maria Schwärzler (8., 10.) Isabel Waidacher (34.) Christine Meier (62.) | 4:3 n. V. (2:1, 1:0, 0:2, 1:0) | ECDC Memmingen Nicola Eisenschmid (15.) Luisa Brugger (51.) Saskia Selzer (52.) | Zuschauer: 100 |

| 9. September 2012 | ECDC Memmingen Jacqueline Janzen (16.) Mary Restuccia (21.) Miriam Pokopec (25.) Marina Swikull (30.) Mary Restuccia (21.) Daria Gleißner (48.) | 6:0 (1:0, 4:0, 1:0) | DEC Salzburg Eagles | Zuschauer: 100 |

| 15. September 2012 17:00 Uhr | ESC Planegg Kathrin Lehmann (27.) Danielle Ward (60., PS) | 3:2 n. V. (0:2, 1:0, 1:0, 1:0) | ECDC Memmingen Julia Seitz (1.) Mary Restuccia (12.) | Zuschauer: 100 |

| 16. September 2012 11:15 Uhr | ESC Planegg Sophie Kratzer (7., 14.) Bernadette Karpf (16.) Kerstin Spielberger (29.) Bettina Evers (35., 40.) Kerstin Spielberger (40.) Sophie Kratzer (42.) Andrea Lanzl (45.) | 9:0 (3:0, 4:0, 2:0) | DEC Salzburg Eagles | Zuschauer: 100 |

| 30. September 2012 | ECDC Memmingen Daria Gleißner (36.) | 1:10 (0:3, 1:3, 0:4) | EHV Sabres Wien Esther Kantor (2.) Janine Weber (12.) Kelly Nash (19.) Janine Weber (25.) Victoria Hummel (25.) Janine Weber (28., 50.) Kelly Nash (52., 56.) Victoria Hummel (57.) | Zuschauer: 80 |

| 12. Oktober 2012 | EHV Sabres Wien Janine Weber (3.) Kelly Nash (22.) | 2:3 (1:1, 1:2, 0:0) | ZSC Lions Christine Meier (17.) Eva-Maria Schwärzler (34.) Sabrina Zollinger (36.) | Zuschauer: 100 |

| 13. Oktober 2012 12:00 Uhr | ZSC Lions Sara Benz (51.) Christine Meier (52.) Eva-Maria Schwärzler (56.) Katrin Nabholz (58.) | 4:1 (0:0, 0:1, 4:0) | ESC Planegg Kathrin Lehmann (40.) | Wien Zuschauer: 50 |

| 14. Oktober 2012 | EHV Sabres Wien Kelly Nash (18.) Esther Kantor (43.) Janine Weber (49.) | 3:5 (1:1, 0:2, 2:2) | ESC Planegg Julia Zorn (8.) Kathrin Lehmann (21.) Sandra Hany (26.) Danielle Ward (55.) Bernadette Karpf (60.) | Wien Zuschauer: 100 |

| 26. Oktober 2012 | ECDC Memmingen Jessica Martino (38.) Mary Restuccia (PS) | 2:1 n. P. (0:0, 1:0, 0:1, 0:0, 1:0) | HK Pantera Minsk Karina Schiptizkaja (54.) | Zuschauer: 100 |

| 27. Oktober 2012 | ZSC Lions Isabel Waidacher (22.) Stefanie Kühne (30.) Katrin Nabholz (32.) | 3:0 (0:0, 3:0, 0:0) | HK Pantera Minsk | Zuschauer: 100 |

| 28. Oktober 2012 | DEC Salzburg Eagles | 0:6 (0:2, 0:1, 0:3) | ZSC Lions Angela Taylor (8.) Eva-Maria Schwärzler (16.) Lara Stalder (22.) Sara Benz (54.) Melanie Häfliger (54.) Isabel Waidacher (56.) | Zuschauer: 100 |

| 29. Oktober 2012 20:00 Uhr | ESC Planegg Sophie Kratzer (37.) Julia Zorn (55.) | 2:4 (0:0, 1:1, 1:3) | HK Pantera Minsk Jess Jones (26.) Martina Veličková (55.) Lidija Maljavko (57.) Martina Veličková (60.) | Bad Tölz Zuschauer: 55 |

| 20. Januar 2013 | HK Pantera Minsk Katryn Walker (9.) Elisaweta Loginowa (12.) Tatjana Korenicha (31.) Martina Veličková (59.) Ieva Pētersone (59.) Lidija Maliavko (59.) | 6:1 (2:0, 1:1, 3:0) | EHV Sabres Wien Janine Weber (38.) | Zuschauer: 50 |

| 3. Februar 2013 | DEC Salzburg Eagles Jocelyn Kratchmer (3.) | 1:9 (1:3, 0:2, 0:3) | EHV Sabres Wien Esther Kantor (1., 11.) Victoria Hummel (20.) Kiira Dosdall (28.) Janine Weber (35.) Victoria Hummel (47.) Esther Kantor (49.) Victoria Hummel (51., 52.) | Zuschauer: 100 |

| 17. Februar 2013 | HK Pantera Minsk Martina Veličková (5., 10.) Jess Jones (22.) Lidija Maliavko (27.) Martina Veličková (29.) Tatjana Tschischowa (40.) Ieva Pētersone (46.) | 7:1 (2:0, 4:1, 1:0) | DEC Salzburg Eagles Alessandra Lopez (27.) | Zuschauer: 100 |

## Endstand
| Platz | Verein              | Land        | Spiele | S3 | S2 | N1 | N0 | Tore  | Tor-Diff. | Punkte |
| ----- | ------------------- | ----------- | ------ | -- | -- | -- | -- | ----- | --------- | ------ |
|       | ZSC Lions Frauen    | Schweiz     | 5      | 4  | 1  | 0  | 0  | 20:6  | +14       | 14     |
|       | HK Pantera Minsk    | Belarus     | 5      | 3  | 0  | 1  | 1  | 18:9  | +9        | 10     |
|       | ESC Planegg/Würmtal | Deutschland | 5      | 2  | 1  | 0  | 2  | 20:13 | +7        | 8      |
| 4.    | ECDC Memmingen      | Deutschland | 5      | 1  | 1  | 2  | 1  | 14:18 | −4        | 7      |
| 5.    | EHV Sabres Wien     | Osterreich  | 5      | 2  | 0  | 0  | 3  | 25:16 | +9        | 6      |
| 6.    | DEC Salzburg Eagles | Osterreich  | 5      | 0  | 0  | 0  | 5  | 2:37  | −35       | 0      |